# 링스테드시

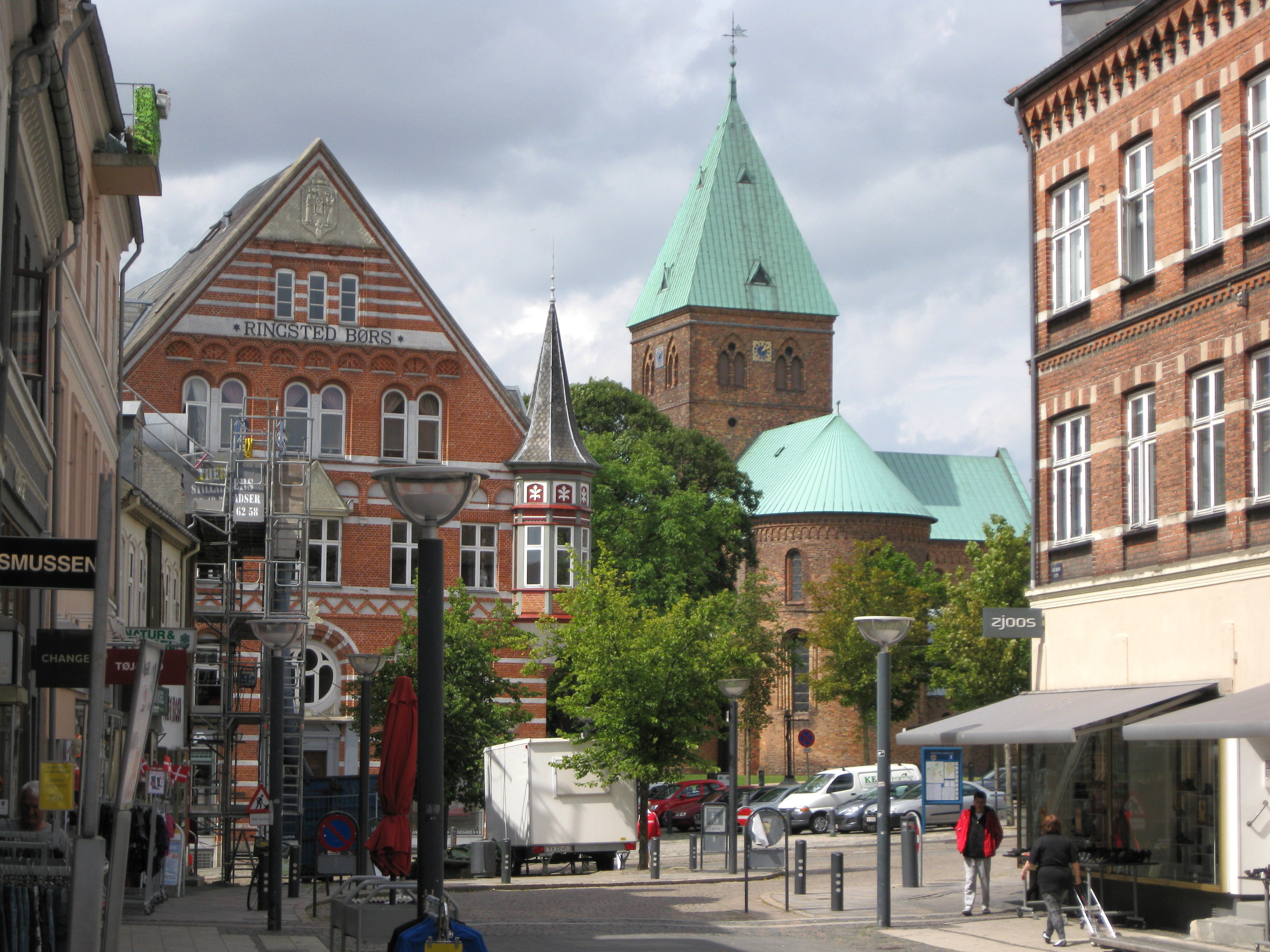
링스테드

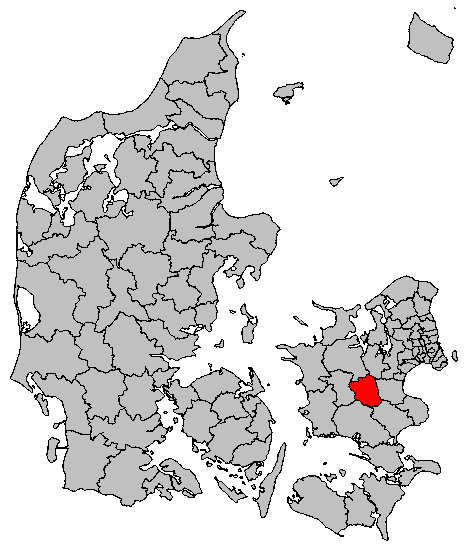
링스테드시의 위치

링스테드시(덴마크어: Ringsted Kommune)는 덴마크 셸란 지역에 위치한 지방 자치체로 행정 중심지는 링스테드이며 면적은 295.48km2, 인구는 33,062명(2012년 1월 1일 기준), 인구 밀도는 110명/km2이다. 셸란섬 중부에 위치한다.